# Once Upon a Time in Shaolin
Once Upon a Time in Shaolin (рус. Однажды в Шаолине) — двойной альбом нью-йоркской хип-хоп группы Wu-Tang Clan.
Двойной LP-экземпляр альбома был выполнен в 2014 году в единственном экземпляре и хранился в сейфе отеля Royal Mansour Hotel в Марракеше, Марокко, в уникальном оформлении. Группа решила, что альбом будет продан аукционным домом Paddle8 в следующем, 2015 году. По условиям аукциона, покупатель не сможет извлекать коммерческую выгоду от приобретенного альбома до 2103 года, но имеет право бесплатно распространять его треки или устраивать его прослушивание. Группа посчитала свой альбом произведением искусства и провела для этого такой грандиозный маркетинговый ход. Число 88 было взято из соображений математической философии — в этот год число участников группы равнялось восьми, эта же цифра присутствует в имени компании Paddle8.
Альбом был продан 24 ноября 2015 года за несколько миллионов долларов главе скандально известной фармкомпании «Turing Pharmaceuticals» Мартину Шкрели. 3 марта 2015 года он был задержан в Нью-Йоркском аэропорту имени Джона Кеннеди на три часа во время пограничного контроля.
Власти США продали альбом «Once Upon a Time in Shaolin», выпущенный рэп-группой Wu-Tang Clan в единственном экземпляре. Об этом 27 июля 2021 года сообщил офис прокурора Восточного округа Нью-Йорка.
Альбом Wu-Tang Clan был изъят в рамках конфискации активов Шкрели.
Кто и за какую сумму купил альбом, офис прокурора не раскрывает. Вероятно, это был не отдельный человек, а группа людей или компания.
Деньги от продажи альбома пошли на выплату долга Шкрели перед государством. Сейчас этот долг полностью закрыт, заявил офис прокурора. С учетом того, что еще в апреле сумма долга составляла, по данным властей США, 2,2 миллиона долларов, можно предполагать, что альбом был продан за эту или большую сумму.
.

## Список композиций
| Shaolin School 1. Entrance (Intro) (1:57) 2. Rivals (4:12) 3. Staple Town Pt. 1 (Interlude) (0:44) 4. Ethiopia (7:55) 5. Handkerchief (0:49) 6. Staple Town Pt. 2 (Interlude) (1:10) 7. The Pillage of ’88 (6:52) 8. Centipedes (7:14) 9. The Widow’s Tear (3:55) 10. Sorrow (5:45) | Allah School 1. Sustenance (Intro) (0:43) 2. Lions (6:08) 3. Since Time Immemorial (2:32) 4. The Slaughter Mill (6:31) 5. The Brute (3:24) 6. Iqra (7:23) 7. Flowers (5:49) 8. Poisoned Earth (4:34) 9. Shaolin (6:14) 10. Freedom [Interlude] (2:25) 11. The Sword Chamber (4:05) 12. Unique (2:32) 13. The Bloody Page (5:09) 14. The Saga Continuous (6:58) 15. Salaam (Outro) (1:31) 16. Shaolin Soul [Exit] (3:41) |